# 諾克森 (蒙大拿州)
諾克森（英語：Noxon）是位於美國蒙大拿州桑德斯縣的普查規定居民點。

## 歷史
諾克森的郵局自1888年營運至今。

## 人口
根據2020年美國人口普查的數據，諾克森的面積為3.20平方千米，皆為陸地。當地共有人口255人，而人口密度為每平方千米79.69人。